# Paris judo
Pour l’article homonyme, voir Paris Saint-Germain (judo) pour le club omnisports fondé en 2017.
Le Paris Judo (anciennement PSG Judo) est un club parisien de judo créé en 1992. En 2007, il fusionne avec le Racing Club de France pour former le Lagardère Paris Racing.

## Historique
Le PSG Judo est fondé en 1992 par Thierry Rey. Le club fut membre du club omnisports du PSG omnisports de 1992 à 2002 puis fut rebaptisé Paris Judo en 2002 à la suite de l'arrêt des activités du club omnisports du PSG.
Les judokas du club comptent 3 titres olympiques et 8 de champions du monde. Le dernier en date est celui de Teddy Riner en 2007.
À titre collectif, Paris Judo remporta la Coupe d'Europe des clubs de judo en 1995 et fut deux fois finalistes en 1997 et 1998 ; troisième en 1996. Champion de France des clubs en 1997, le Paris judo fut sept fois vice-champion de France.
David Douillet, Djamel Bouras, Nicolas Gill, Frédéric Demontfaucon et Cécile Nowak furent licenciés au club.
Basé à l'origine à l'Aquaboulevard, le club dispose des installations du dojo du Stade Charléty depuis 2003.
Le 6 juin 2006, le Paris Judo et le Team Lagardère annonce un partenariat pour trois ans, afin de relancer le club parisien. À cette occasion, le club parisien signe la championne du monde Lucie Décosse. Un an plus tard, le club parisien fusionne avec la section judo du Racing Club de France pour former le Lagardère Paris Racing Judo.

## Palmarès

### International
- Coupe d'Europe des clubs de judo (hommes)[2]
  - Champion: 1995
  - Finaliste: 1997, 1998
  - Troisième: 1996

### National
- Champion de France des clubs en 1997